# Cantón de Orgères-en-Beauce
El cantón de Orgères-en-Beauce era una división administrativa francesa, que estaba situada en el departamento de Eure y Loir y la región de Centro-Valle de Loira.

## Composición
El cantón estaba formado por diecisiete comunas:
- Baigneaux
- Bazoches-en-Dunois
- Bazoches-les-Hautes
- Cormainville
- Courbehaye
- Dambron
- Fontenay-sur-Conie
- Guillonville
- Loigny-la-Bataille
- Lumeau
- Nottonville
- Orgères-en-Beauce
- Péronville
- Poupry
- Terminiers
- Tillay-le-Péneux
- Varize

## Supresión del cantón de Orgères-en-Beauce
En aplicación del Decreto n.º 2014-231 de 24 de febrero de 2014, el cantón de Orgères-en-Beauce fue suprimido el 22 de marzo de 2015 y sus 17 comunas pasaron a formar parte del nuevo cantón de Voves.